# (38044) 1998 SL62
1998 أس أل 62 (ويعرف أيضًا باسم (38044) 1998 أس أل 62 وفق تسمية الكوكب الصغير) (بالإنجليزية: 1998 SL62)‏ هو كويكب ضمن حزام الكويكبات؛ وترتيبه 38044 من حيث الاكتشاف.
اكتُشف هذا الجُرم الفلكي بواسطة مرصد لويل للبحث عن الأجرام القريبة من الأرض في 19 سبتمبر 1998.

## وصلات خارجية
- (38044) 1998 SL62 في قاعدة بيانات مختبر الدفع النفاث لأجرام النظام الشمسي الصغيرة

- الاكتشاف · مخطط المدار ·  العناصر المدارية · المعلمات المادية

- (38044) 1998 SL62 على موقع ويكي سكاي: DSS2, SDSS, GALEX, IRAS, Hydrogen α, X-Ray, Astrophoto, Sky Map, Articles and images